# Psilocerea acerata
Psilocerea acerata là một loài bướm đêm trong họ Geometridae.